# Podzilla
podzilla es la interfaz gráfica de usuario predeterminada usada en iPodLinux. Realiza la mayor parte de lo que la GUI de Apple puede hacer, con algunos añadidos.

## Características básicas
Podzilla incluye un administrador de archivos, visor de imágenes JPEG, reproducción de películas básica, reproducción MP3, FLAC, WAV y AAC. El soporte de Ogg Vorbis está en desarrollo. También se incluyen varios juegos y aplicaciones. Algunos iPods también pueden grabar audio con el GUI de podzilla.